# تیم برنامه‌نویسی
تیم برنامه نویسی تیمی از افراد است که نرم افزارهای رایانه ای  را تولید یا نگهداری می کنند. آنها ممکن است از طرق مختلفی دسته بندی شده باشند ، اما تیم برنامه نویسی بی پروا(بدون منیت) و تیم برنامه ریز اصلی دارای ساختارهای مشترکی بوده اند.

## شرح
یک تیم برنامه نویسی متشکل از افرادی است که نرم افزار رایانه ای را تولید یا نگهداری می کنند .

## ساختارهای تیم برنامه نویسی
1. ↑  Belzer, Jack (2020-02-03). "Encyclopedia of Computer Science and Technology". doi:10.1201/9780367810818. {{cite journal}}: Cite journal requires |journal= (help)
2. ↑  Marilyn Mantei (March 1981). "The Effect of Programming Team Structures on Programming Tasks" (PDF). Communications of the ACM. Vol. 24, no. 3. p. 106–113. Retrieved 2019-03-26.
3. ↑  Jack Belzer, Albert George Holzman, Allen Kent, Encyclopedia of computer science and technology, vol. 13{{citation}}:  نگهداری یادکرد:نام‌های متعدد:فهرست نویسندگان (link)